# تری فین
ترزا جو آن برنادت «تری» فین (زاده ۶ اوت ۱۹۵۵) یک هنرپیشه آمریکایی است که بیشتر به خاطر ایفای نقش گاسی کارنگی در برادوی کمدی موزیکال استیون سوندهیم / هال پرینس / جورج فورث شهرت دارد.
تری در شهر لانگ آیلند، نیویورک، پنجمین فرزند کاترین (با نام خانوادگی کانلی)، معلم مدرسه ابتدایی، و پیتر دیوید فین، یک آتش‌نشان شهر نیویورک مستقر در بروکلین به دنیا آمد.